# Craig Hislop
Craig Hislop (Selkirk, 9 januari 1973) is een golfprofessional uit Schotland.

## Amateur
In 1991 zit Hislop in de Boys-selectie en in 1993 in de nationale jeugd selectie.

In 1992 breekt hij het baanrecord op de Lundin Links Course met een score van 64.

In 1997 won hij het Schots Amateur Kampioenschap op Carnoustie Golf Club door Sam Cairns met 5 & 3 te verslaan.

#### Gewonnen
- 1997: Schots Amateur Kampioenschap

## Professional
Hislop is van The Eden Golf Course in Carlisle, Cumbria. Na het winnen van het Schots Amateur werd hij professional.

In 2000 en 2001 speelde hij enkele toernooien op de Challenge Tour.
 
In 2004 won Hislop op Kendal Golf Club met een score van -6 een Pro-Am golfweekend ten behoeve van kankeronderzoek. 